# De sexton böckerna
De sexton böckerna, skönlitterär bokserie omfattande 16 böcker utgivna 1932–1933 av Åhlén & Söners Förlag.
| Volym | Titel                           | Författare               | Utgivningsår |
| ----- | ------------------------------- | ------------------------ | ------------ |
| 1     | Döden i tigerdalen              | Reginald Campbell        | 1932         |
| 2     | Vi två                          | Philip Hughes            | 1932         |
| 3     | Ett stumt vittne                | R. Austin Freeman        | 1932         |
| 4     | Flykten från Kreml              | Sven Adelon              | 1932         |
| 5     | En lek med hjärtan              | Jean Barre               | 1933         |
| 6     | På jakt efter spioner           | Bennet Copplestone       | 1933         |
| 7     | Högfjällets herre               | Øvre Richter Frich       | 1933         |
| 8     | Den svarta blomman              | John Galsworthy          | 1933         |
| 9     | Gyllene apan                    | Herbert Adams            | 1933         |
| 10    | Skatter på söderhavet           | Basil Carey              | 1933         |
| 11    | Iva Storgården                  | Gösta af Geijerstam      | 1933         |
| 12    | Under öknens stjärnor           | Kathlyn Rhodes           | 1933         |
| 13    | Katastrofen på Freyne           | Anthony Gilbert          | 1933         |
| 14    | En man ser tillbaka på sitt liv | Maurice Constantin-Weyer | 1933         |
| 15    | Under fanan                     | Arnold Bennett           | 1933         |
| 16    | Fällan                          | Sinclair Lewis           | 1933         |